# Белоозёровка
Белоозёровка (баш. Белоозёровка) — деревня в Гафурийском районе Республики Башкортостан Российской Федерации. Входит в состав Белоозерского сельсовета. 

## География

### Географическое положение
Расстояние до:
- районного центра (Красноусольский): 27 км,
- центра сельсовета (Белое Озеро): 2 км,
- ближайшей ж/д станции (Белое Озеро): 2 км.

## Население
| 2002 | 2009 | 2010 |
| ---- | ---- | ---- |
| 121  | ↘53  | ↘28  |

Согласно переписи 2002 года, преобладающая национальность — русские (50%).